# România Ta
România Ta a fost un post de televiziune care a emis câteva luni în România.
Era deținut de Honorius Prigoană, fiul lui Silviu Prigoană, politician și om de afaceri român.
Firma Univers Media SRL a obținut licența audiovizuală de la Consiliul Național al Audiovizualului pentru postul România Ta la data de 12 octombrie 2010, șeful proiectului fiind jurnalistul Vlad Ionescu.
Postul a început emisia în 1 decembrie 2010 pe platforma de satelit DIGI (anterior AKTA), însă a oprit difuzarea producțiilor proprii la 15 ianuarie 2011, iar apoi și-a întrerupt emisia după numai patru luni, la 15 aprilie 2011.